# Constantius von Lauriacum
Constantius von Lauriacum ist der einzige nachweisliche Bischof der römischen Stadt Lauriacum (heute Lorch bei Enns in Oberösterreich). Er war der Onkel des heiligen Antionius von Lérins, der seinerseits vom heiligen Severin von Noricum erzogen wurde. Hierüber berichtet Ennodius in  De vita beati Antonii (Kap. 8ff.). Constantius als Bischof von Lauriacum erwähnt Eugippius in seiner Vita Sancti Severini:
»Die Bürger aus der Stadt Lauriacum und die Flüchtlinge aus den donauaufwärts gelegenen Kastellen hatten an verdächtigen Stellen Späher aufgestellt […] Durch göttliche Eingebung ermahnt unterwies sie der Diener Gottes [sc.: Severin] mit seinem seherischen Geist, sie sollten all ihre armseligen Habseligkeiten innerhalb der Stadtmauer sicher bergen […]. Dazu forderte er sie vier Tage lang auf, und als es Abend wurde, sandte er einen Mönch namens Valens zum heiligen Constantius, dem Bischof des Ortes […]« (Kap. 30,1f.; S. 91)